# ويلارد نيكسون
ويلارد نيكسون (بالإنجليزية: Willard Nixon) هو لاعب كرة قاعدة أمريكي، ولد في 17 يوليو 1928 في تايلورسفيل في الولايات المتحدة، وتوفي في 10 ديسمبر 2000 في روما في الولايات المتحدة.

## وصلات خارجية
- ويلارد نيكسون على موقعبيزبول رفرنس.كوم (الدوري الرئيسي) (الإنجليزية)
- ويلارد نيكسون على موقع جمعية أبحاث البيسبول الأمريكية (الإنجليزية)
- ويلارد نيكسون على موقع قاعة جورجيا للمشاهير الرياضية (مؤرشف) (الإنجليزية)